# Procellariiformes
Ordre
Les Procellariiformes sont un ordre d'oiseaux de mer constitué de quatre familles et de près de 145 espèces vivantes et 4 espèces éteintes. Ils présentent des narines tubulaires dotées de glandes à sel.

## Liste des familles et genres
D'après la classification de référence (version 14.1, 2024) de l'Union internationale des ornithologues, il y a 149 espèces de Procellariiformes, réparties en 4 familles et 26 genres.
Liste des familles par ordre phylogénique :
- famille Oceanitidae – (5 genres, 10 espèces) ;
- famille Diomedeidae – (4 genres, 21 espèces) ;
- famille Hydrobatidae – (1 genre, 18 espèces dont 1 éteinte) ;
- famille Procellariidae – (16 genres, 100 espèces dont 3 éteintes).